# Cvjećarstvo
Cvjećarstvo je grana poljoprivrede koja se bavi uzgojem ukrasnih biljka. Razvijeno je u mnogim europskim državama, prvenstveno u Nizozemskoj koja je poznata po svojim tulipanima.

## Poveznice
- Cvijeće
- Poljoprivreda